# مطار لونغنان جينتشيو
مطار لونغنان جينتشيو (بالصينية: 陇南成州机场) مطار عام يقع بمدينة لوغنان في قانسو في الصين. يقع على بعد 10 كيلومترات (6.2 ميل) من مقر مقاطعة تشنغ، التي تخضع لإدارة مدينة لونغنان. حصل المطار على موافقة مجلس الدولة الصيني في يوليو 2012، بميزانية بناء قدرها 1.2 مليار يوان. افتتح في 25 مارس 2018.

## شركات الطيران والوجهات
| شركـات طيـران       | الوجهات                                                                        |
| ------------------- | ------------------------------------------------------------------------------ |
| Air Guilin          | مطار هايكو ميلان الدولي، مطار لانتشو تشونغ تشوان                               |
| طيران الصين اكسبرس  | مطار تشونغتشينغ جيانغبى الدولي، مطار دونهوانغ موغاو الدولي، مطار توربان جياهوي |
| خطوط هاينان الجوية  | مطار شينزين باوان الدولي، مطار شينينغ الدولي                                   |
| Hebei Airlines      | مطار بكين داشينغ الدولي، مطار قوييانغ لونغدونغابو الدولي                       |
| خطوط جونياو الجوية  | مطار لانتشو تشونغ تشوان، مطار شانغهاي بودنغ الدولي                             |
| خطوط شاندونغ الجوية | مطار غينغادو جياودونغ الدولي، مطار شيان شيانيانغ الدولي                        |
| خطوط سيتشوان الجوية | مطار تشنغدو تيانفو الدولي، مطار ينتشوان خه دونغ                                |
| أورومتشي للطيران    | مطار هانغتشو شياوشان الدولي، مطار أورومتشي الدولي                              |

## وصلات خارجية
- http://www.flightstats.com/go/Airport/airportDetails.do?airportCode=